# Дюсеке (Северо-Казахстанская область)
Дюсеке (каз. Дүйсеке) — село в районе Магжана Жумабаева Северо-Казахстанской области Казахстана. Входит в состав Надеждинского сельского округа. Код КАТО — 593663300.

## Население
В 1999 году население села составляло 351 человек (181 мужчина и 170 женщин). По данным переписи 2009 года, в селе проживало 231 человек (121 мужчина и 110 женщин).

## Известные уроженцы
В 1935 году селе родился Ораз Баймуратов — экономист, академик НАН РК.